# Christophe Lambert
Pour les articles homonymes, voir Lambert et Christophe Lambert (homonymie).
Christophe Lambert, né le 29 mars 1957 à Great Neck, dans l'État de New York (États-Unis), est un acteur, producteur et homme d'affaires franco-américain.
Dans les pays non francophones, il est connu sous le nom de Christopher Lambert.
Révélé par son rôle de John Clayton / Tarzan dans Greystoke, la légende de Tarzan en 1984, puis sacré meilleur acteur aux César pour son rôle dans Subway sorti en 1985, il interprète l'immortel Connor MacLeod dans le film Highlander en 1986 — puis jusqu'en 2000 dans le reste de la franchise —, montrant ainsi son talent d'acteur éclectique. S'ensuit alors une carrière principalement comme tête d'affiche de plusieurs grosses productions européennes comme américaines jusqu'au début des années 2000, avec des rôles dans Le Sicilien (1987), Face à face (1992), Max et Jérémie (1992), Fortress (1992), Mortal Kombat (1995), Arlette (1997) ou encore Beowulf (1999).
L'échec du film Vercingétorix : La Légende du druide roi (2001) lui fera perdre ce statut, sans pour autant mettre un terme à sa carrière à l'étranger. 
Parallèlement à ses rôles devant la caméra, Lambert entame à partir du début des années 1990 une carrière de producteur et d'homme d'affaires, participant à divers projets dans des secteurs diversifiés.
Durant les années 2000, il joue notamment dans Janis et John (2003), Southland Tales (2006) de Richard Kelly, ou encore pour la caméra de Claire Denis dans White Material (2009). 
Durant les années 2010, s'il s'offre une parenthèse littéraire avec la publication des livres La Fille porte-bonheur en 2011 et Le Juge en 2015, il s'aventure également du côté de la télévision, avec les séries NCIS : Los Angeles (2012-2013), La Source (2013), Mata Hari (2015) ou encore Blacklist (2019). 
Pour ce qui est du cinéma, il joue dans Ma bonne étoile (2012), tourne pour Claude Lelouch dans Un plus une (2015) et Chacun sa vie (2017) ainsi que pour les frères Joel et Ethan Coen dans Ave, César !, tout en apparaissant notamment dans la comédie La Folle Histoire de Max et Léon (2016), le drame historique Sobibor (2017) et la comédie Mes jours de gloire (2020).

## Biographie

### Jeunesse et débuts
Christophe Lambert voit le jour à Great Neck, en banlieue de New York, qu'il quitte à l'âge de deux ans pour passer son enfance à Genève en Suisse romande et à Annemasse en France, où il est lycéen. Son père, Georges Lambert-Lamond, officie en tant que diplomate à l'ONU. Sa mère, Yolande de Caritat de Peruzzis, est de nationalité belge[réf. nécessaire].
À l'âge de 12 ans, après avoir joué dans Le Jeu de l'amour et du hasard de Marivaux avec une de ses demi-sœurs, il veut devenir acteur. Il explique « Je me sentais bien dans la peau d’un autre personnage, mais en fin de compte, ce que j’ai préféré le plus, c’était les applaudissements de mes proches. Je me disais : « Pour une fois, j’ai fait quelque chose de pas trop mal. ». Je voulais devenir acteur pour retrouver ce feeling. Pourtant, je n’avais pas envie de suivre des cours de théâtre. Le cinéma en revanche, m’attirait davantage. ».
Après avoir travaillé à la Barclays et à la Bourse de Londres, il s'inscrit au cours Florent, puis il est reçu au Conservatoire de Paris. En 2015, il déclare à L'Express : « [...]je ne suis pas un acteur qui se vend[...]Je devrais peut-être, mais ce n'est pas dans ma nature. Quand on m'a choisi pour Greystoke, j'étais sur le cul : trois mille comédiens et c'est moi qui obtiens le rôle. Quand j'ai été pris au conservatoire, même chose. Je m'y ennuie en 1ère année, je sèche les cours de la 2e année, sauf ceux de Michel Bouquet. J'ai joué les mêmes scènes toute l'année. Michel Bouquet s'en est bien sûr aperçu. J'ai dû avouer que je passais plus de temps à chercher des rôles qu'à apprendre des nouveaux textes. Je voulais être acteur de cinéma, pas au théâtre ».
Ainsi, Christophe Lambert commence sa carrière sur grand écran en 1979, jouant alors un petit rôle dans Ciao, les mecs de Sergio Gobbi. L'année d'après, il tient un rôle plus important dans le thriller français Le Bar du téléphone.

### Révélation critique et commerciale (années 1980)
En 1981, il apparait quelques minutes dans le rôle d'un médecin dans Asphalte de Denis Amar, son troisième film.
Il est révélé au grand public en 1984 en incarnant le personnage de John Clayton / Tarzan dans la grosse production britannique Greystoke, la légende de Tarzan de Hugh Hudson. Lambert s'entraine de nombreux mois à faire de la gymnastique, pour avoir un corps de danseur comme le souhaite le réalisateur. Il tourne au Cameroun, à Londres ou encore en Écosse.
Dès lors, il partage sa carrière entre la France et Hollywood.
Après le drame Paroles et Musique (1984) d'Élie Chouraqui, face à Catherine Deneuve, il est choisi par Luc Besson pour tenir le premier rôle masculin de son ambitieux polar Subway qui sort en 1985. Sa performance, face à Isabelle Adjani, lui vaut sa première et unique nomination aux Césars. Cela lui suffit : il décroche le César du meilleur acteur 1986. Durant son discours, il dédie sa récompense à son frère. 
Lorsque Roger Moore fin 1985 annonce qu'il renonce au rôle de James Bond, il est le premier comédien contacté pour le remplacer. Mais il est écarté en raison de son mauvais anglais.
En 1986, il confirme en revenant au cinéma en costumes : il incarne le premier rôle de Highlander, à savoir le guerrier Connor MacLeod qui devient un immortel, ne pouvant être tué que par décapitation. Ce film fantastique américain de Russell Mulcahy, le met en scène aux côtés de la légende écossaise Sean Connery et de l'actrice Roxanne Hart, tout en l'opposant à l'imposant Clancy Brown,. Avant d'être considéré comme un film culte, Highlander connaît un échec au box office américain mais rencontre un important succès en Europe, de même que sur le marché vidéo permettant ainsi de lancer une franchise.
En prenant uniquement en compte la sortie en salles, le film récolte 12 000 000 $ dans le monde pour un budget de 19 000 000 $, le film ayant réussi à faire venir plus de 4 000 000 de personnes dans les salles françaises,. Alors qu'il feuilletait un magazine et qu'il recherchait toujours un acteur principal, Mulcahy tombe sur une photo de l'acteur en Tarzan pour le film Greystoke, la légende de Tarzan, et décide que Lambert deviendrait la tête d'affiche du film. Après la signature du contrat, le réalisateur s'est rendu compte que Lambert ne parlait pas correctement en anglais, ce dernier a alors bénéficié d'un coach linguistique,. 
À ce sujet, l'acteur se remémore ce moment de manière amusante : « Mon agent m’avait fait signer le film avant que les studios s’aperçoivent que je parlais anglais comme l’inspecteur Clouseau. Pour jouer un Ecossais, vous imaginez la scène… Les producteurs ont failli tomber de leur chaise. J’ai donc travaillé d’arrache-pied ce fameux accent. ». Au sujet de l'intérêt qu'il porte au personnage et au film, il mentionne en 2015 le « romantisme de l'immortalité, plus que le film d'action. Comment regarder le monde et les gens quand on ne meurt pas ».
La même année, il joue dans I Love You de Marco Ferreri, qui le met en scène dans la peau d'un homme qui tombe amoureux d'un porte-clefs qui a la forme d'un visage de femme,. Le film est présenté en compétition au Festival de Cannes 1986.
Par la suite, il est la tête d'affiche du drame Le Sicilien, réalisé par Michael Cimino. Mais malgré une promotion dantesque, le film déçoit au box-office et reçoit des critiques mitigées,,. En 2014, l'acteur parle du film et de son réalisateur : « Le Sicilien est un grand film. Et je ne crois pas que Cimino ait fait dans sa vie un mauvais film.[...] Le problème de Michael était qu’il était trop intelligent, complètement mégalo. Pour moi, il était plus grand que Coppola ou Scorsese. Il s’est assassiné lui-même.[...] Quel incroyable metteur en scène… Son acuité visuelle était sidérante. ».
En 1988, il porte le drame Le complot, réalisé par Agnieszka Holland,face à Ed Harris. Mais là encore, le film passe inaperçu[réf. nécessaire].
Durant les années 1990, l'acteur va alors enchaîner les productions de plus en plus risquées.

### Échecs successifs et ses débuts de producteur (années 1990)

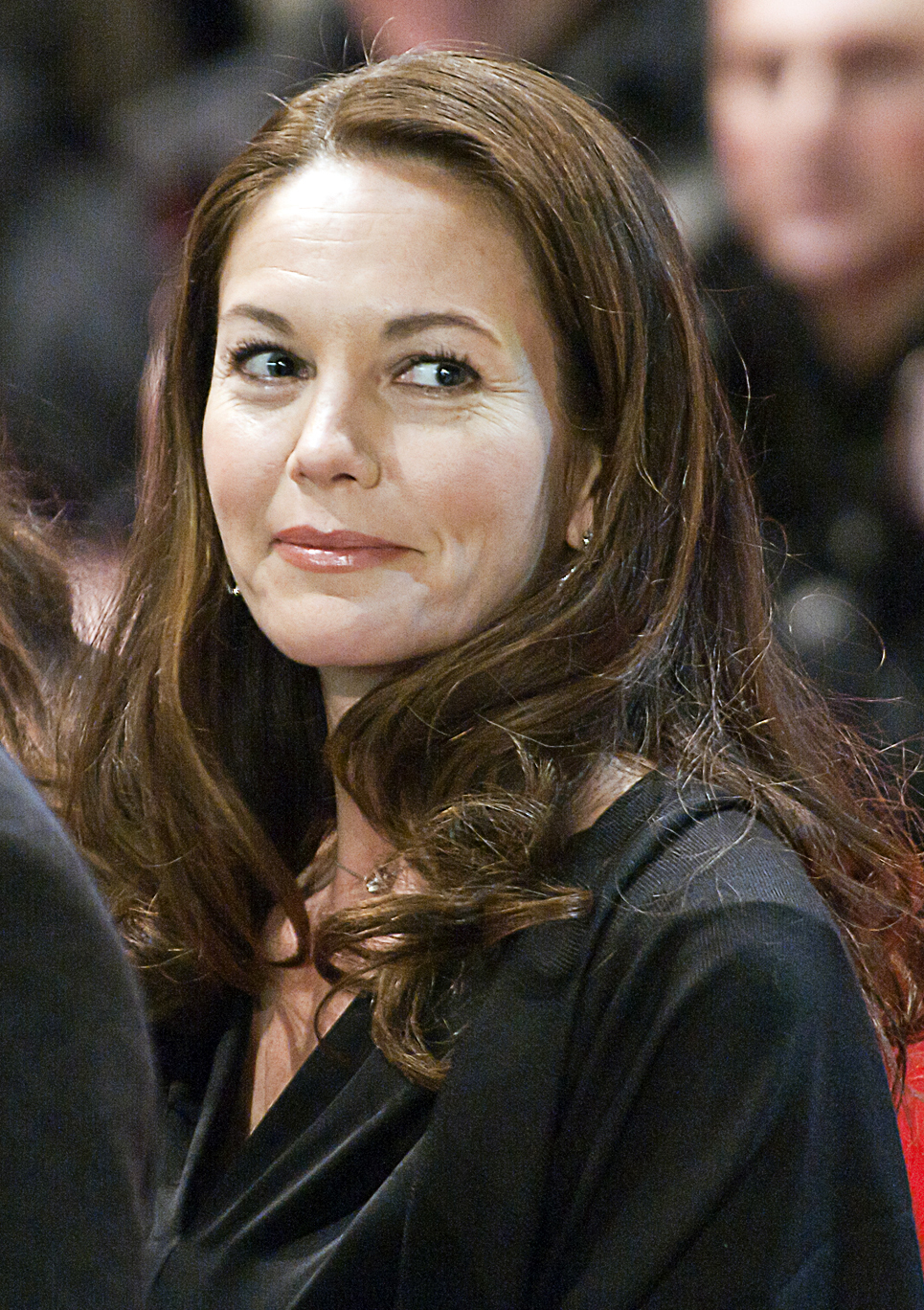
L'actrice Diane Lane, en 2011, est la compagne de Christophe Lambert entre 1988 et 1994 ainsi que sa partenaire de jeu dans Love Dream (1988) et Face à face (1992).

Durant cette décennie, il tourne beaucoup à Hollywood, mais enchaîne les échecs, notamment pour plusieurs films d'action sortis directement en vidéo (DTV). Il enchaîne également les suites de Highlander, qui ne recevront pas le même accueil critique. 
L'année 1991 lui permet ainsi de retrouver pour la première fois le rôle de Connor MacLeod qu'il tient dans Highlander, le retour, avec de nouveau Mulcahy derrière la caméra. Recevant des critiques extrêmement négatives, Lambert explique qu'il devait participer au film pour des raisons contractuelles. Lambert se désolidarise du film durant la promo, ne comprenant pas l'intérêt d'une suite « je n’avais pas mon mot à dire sur le scénario[...] Les mecs sont immortels, ils se repèrent et doivent se couper la tête, fin de l’histoire ! Ce côté science-fiction était stupide. Et ce qui l’était plus encore, c’était d’appeler le film « Highlander ». En promo, je disais aux gens « si vous vous attendez à voir la suite d’ Highlander, vous vous trompez. ». Le producteur était fou. Mais je vous le répète, je n’avais pas le choix. Si je ne faisais pas le film, le studio me collait un procès sur le dos. ».
Du côté de la France, il tourne dans le buddy movie Max et Jérémie de Claire Devers, dans lequel il est le jeune assassin Jérémie qui se lie d'amitié avec Max, un homologue plus expérimenté joué par Philippe Noiret, qu'il est supposé assassiner. Le film est bien reçu, Lambert expliquant la place du film dans sa carrière comme étant « une des plus belles expériences » et que « c'est le seul scénario où il n’y avait pas une virgule à toucher. Le scénario était remarquablement écrit. Le film le prouve. ».
L'acteur fait également une apparition en 1992 dans le premier épisode de la série télévisée mettant en scène Adrian Paul. Dans un rôle principal cette fois-ci, il reprend une nouvelle fois le personnage en 1994 dans Highlander 3 de Andy Morahan.

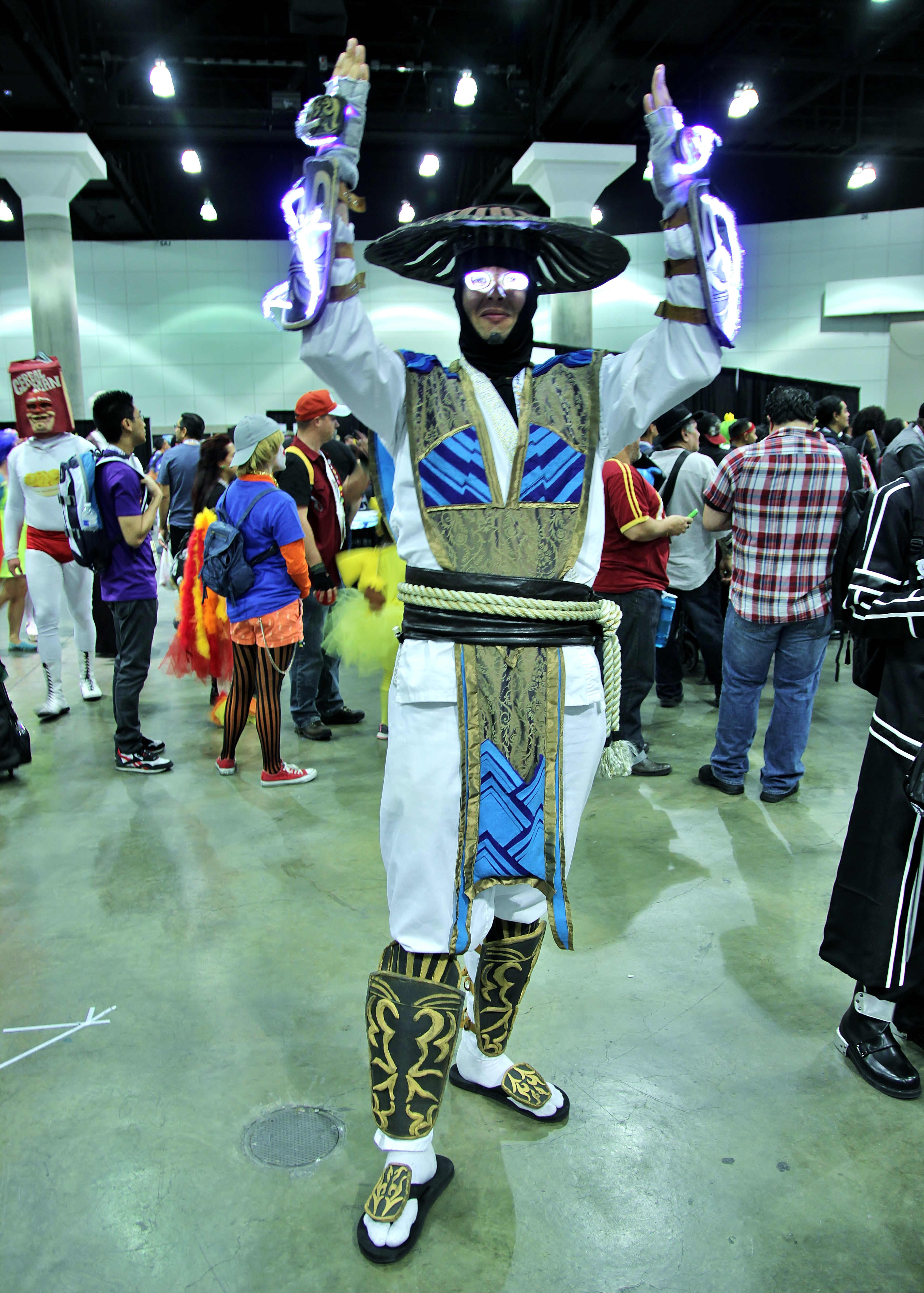
Cosplay de Raiden, son personnage dans le film Mortal Kombat sorti en 1995.

Parmi les longs-métrages marquants de cette décennie, il tourne dans le thriller Face à face de Carl Schenkel, qui le voit camper un joueur d'échecs suspecté par Tom Skerritt et Daniel Baldwin d'être un tueur en série sévissant durant un tournoi.
La distribution comprend également sa femme de l'époque, l'actrice Diane Lane. Il joue dans le film de science-fiction Fortress sorti en 1992. En 1995, il porte l'adaptation cinématographique par Paul W. S. Anderson de la série de jeux de combat Mortal Kombat, son plus grand succès commercial dans les salles américaines[réf. nécessaire].
Jouant le personnage de Raiden, il est remplacé en 1997 par James Remar dans la suite et déclare en 2016 qu'il n'a pas souhaité venir car il n'aimait par le scénario,.
En 1996, il partage l'affiche du film d'aventures Grand nord avec James Caan et celle de la comédie loufoque Hercule et Sherlock avec Richard Anconina.
L'année d'après, il donne la réplique à Josiane Balasko, titulaire du rôle-titre de la comédie Arlette, de Claude Zidi, et joue dans le film cyberpunk Nirvana de Gabriele Salvatores,.
En 1999, il tient le rôle-titre du film d'heroic-fantasy Beowulf de Graham Baker (en), une relecture à la sauce science-fiction du fameux poème.
En 2000, il reprend une dernier fois le rôle de Connor MacLeod dans Highlander: Endgame de Douglas Aarniokoski, dernier volet de la franchise qui lui permet de former un duo avec Adrian Paul, héros de la série . Il reprend également son rôle dans Fortress 2 : Réincarcération, qui est assez mal reçu.
Enfin, il est membre du jury du Festival international du film de Tokyo[Quand ?][réf. nécessaire].
Parallèlement à sa carrière d'acteur, il entame en 1991 une carrière de producteur avec des films comme Génial, mes parents divorcent ! (1991)[réf. nécessaire], Neuf mois (1994) ou encore le remake américain de ce dernier sorti en 1995,. 
Sa dernière production remonte à 2006, le film en costumes Jour de colère, écrit et réalisé par Adrian Rudomin, dont il est aussi la tête d'affiche[réf. nécessaire]. Un flop, resté inédit dans les salles françaises. En 1993, il rachète l'entreprise spécialisée dans les plats cuisinés sous-vide Roanne Gastronomie International.
En 2001, il est pour la dernière fois la tête d'affiche d'une superproduction européenne, Vercingétorix : La Légende du druide roi. Le film est éreinté par la critique, et ne rassemble que 300 000 spectateurs, pour 80 millions euros de budget. Il s'agit du dixième plus gros flop de l'histoire du cinéma. L'acteur considère le film comme étant la pire expérience de tournage de sa carrière, notamment à cause du comportement et de la gestion du réalisateur Jacques Dorfmann, expliquant : « Après la première semaine de tournage, je me suis dit que j’allais vivre quinze semaines d’enfer »,.

### Diversification (années 2000)

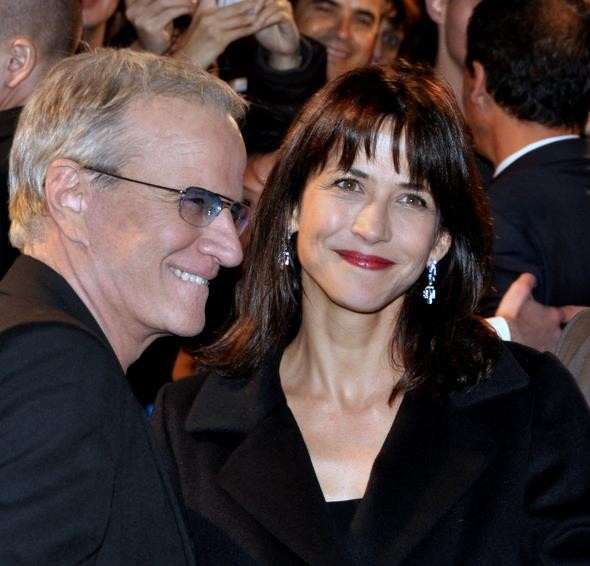
Christophe Lambert avec Sophie Marceau en octobre 2012, avec qui il tourne La Disparue de Deauville (2007) et L'Homme de chevet (2009).

Durant les années 2000, s'il continue à tourner dans des productions américaines sortant directement en vidéo, il va s'engager dans des productions plus ambitieuses en France.
En 2003, il surprend en campant un fan de rock sous acide dans la comédie Janis et John de Samuel Benchetrit, aux côtés de Sergi López, François Cluzet et Marie Trintignant. En 2006, il est la tête d'affiche du conte Le Lièvre de Vatanen, adapté du best-seller d'Arto Paasilinna, film dans lequel il a pour partenaire de jeu un lièvre.
Il joue également dans le film « maudit » Southland Tales du cinéaste américain Richard Kelly.
L'année suivante, il tient le premier rôle masculin, le lieutenant Jacques Renard, dans le thriller La Disparue de Deauville réalisé par Sophie Marceau qui est également titulaire du rôle-titre,. Durant le tournage, Lambert et Marceau entament une relation qui s'achèvera en 2014.
Deux ans plus tard, il retrouve l'actrice comme partenaire de jeu pour le drame L'Homme de chevet, d'Alain Monne. La même année, il donne la réplique à Isabelle Huppert, tête d'affiche du drame White Material, mis en scène par Claire Denis et présenté à la Mostra de Venise 2009.
Ce projet marque son passage aux seconds rôles en France.

### Passage à l'écriture et à la télévision (années 2010)
Le 24 février 2011, Christophe Lambert publie chez Plon son premier roman, La Fille porte-bonheur[réf. nécessaire].

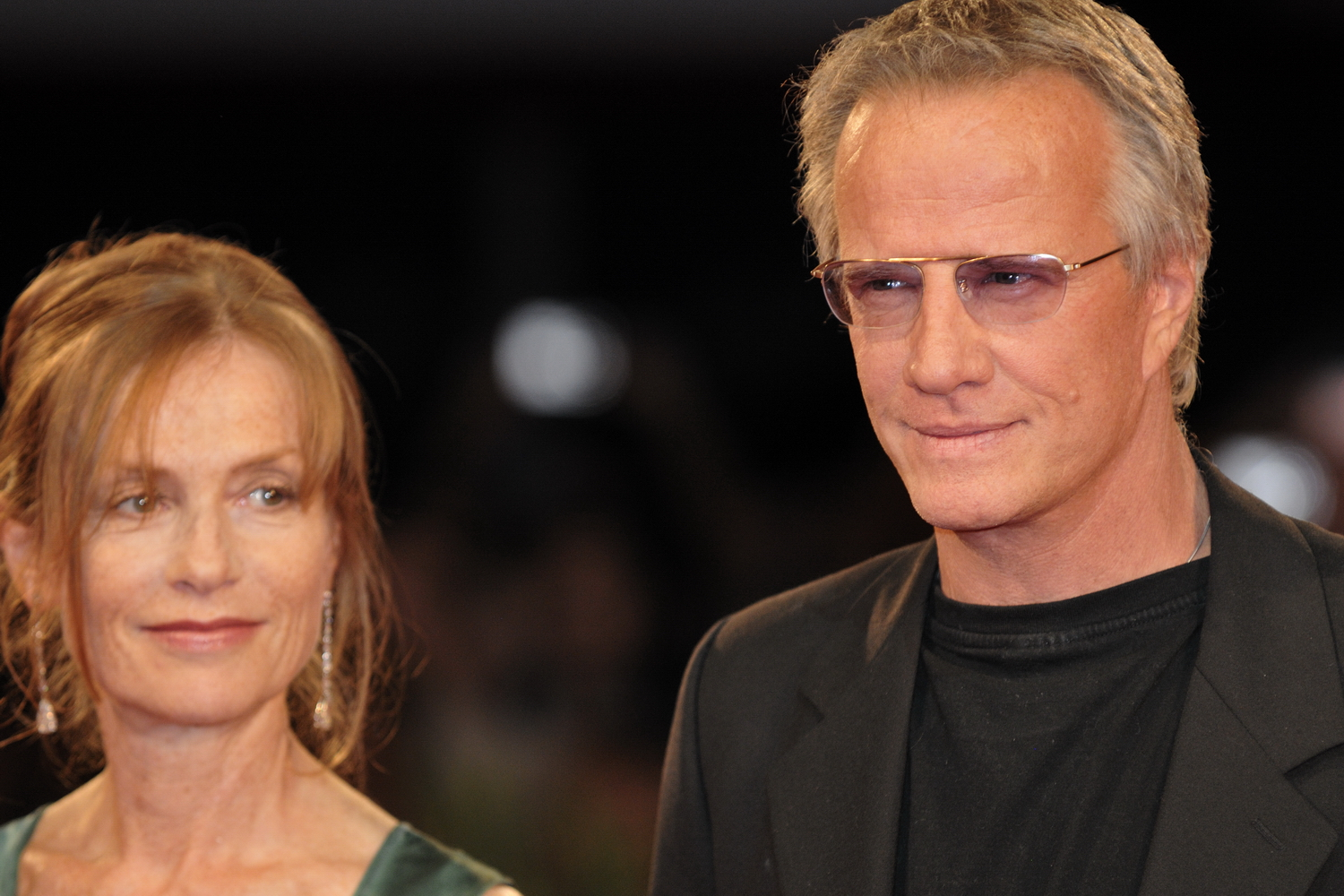
L'acteur aux côtés d'Isabelle Huppert à la Mostra de Venise 2009, pour la présentation de White Material.

En janvier 2012, il cofonde le site Internet d'échange et de dons en ligne Surlecoup (objets, services, rencontres).
La même année, comme acteur, il seconde la jeune Fleur Lise Heuet dans le mélodrame équestre à petit budget Ma bonne étoile, d'Anne Fassio. À l'opposé, il apparaît également dans un rôle secondaire dans le blockbuster hollywoodien Ghost Rider 2 : L'Esprit de vengeance, de Mark Neveldine et Brian Taylor, porté par Nicolas Cage.

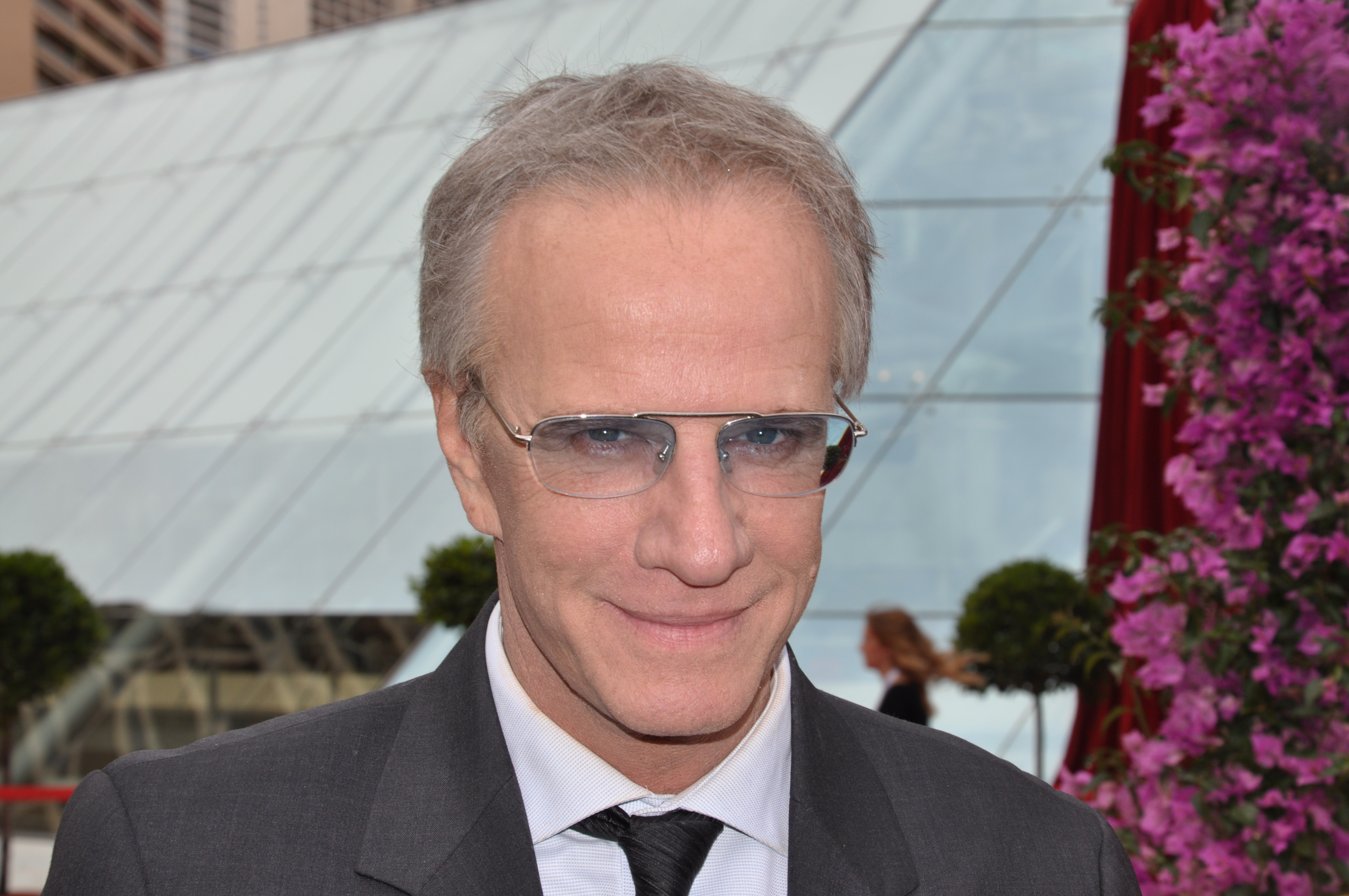
L'acteur au Festival de Télévision de Monte-Carlo 2013.

Parallèlement, il tient le rôle du terroriste Marcel Janvier, dit le Caméléon dans le double épisode qui conclut la troisième saison de la série policière à succès NCIS : Los Angeles. Il reprend le personnage en 2013 et 2014 dans les saisons 4 et 5, pour un total de six épisodes,. En parallèle, il continue cette excursion sur le petit écran en jouant un des principaux rôles de la série d'espionnage La Source. En 2014, il tient le second rôle d'un gangster dans le drame indépendant américain Electric Slide, porté par le britannique Jim Sturgess. La même année, il est membre du jury du 38e Festival international du film de Hong Kong[réf. nécessaire].
Le 25 juin 2015, il publie son deuxième roman chez Plon intitulé Le Juge. La même année, il est invité à danser lors d’une prestation de l’émission italienne Ballando con le stelle. Comme acteur, il tient le troisième rôle du drame Un plus une, de Claude Lelouch, porté par le tandem Jean Dujardin / Elsa Zylberstein. Le réalisateur français lui confiera aussi un rôle dans son drame choral Chacun sa vie, sorti en 2017.
En 2016, il tient un petit rôle dans la comédie loufoque américaine Ave, César !, écrite et réalisée par Joel et Ethan Coen. À noter la présence de Clancy Brown, son adversaire dans le film Highlander. Il fait aussi partie de la distribution de la coproduction internationale The Broken Key, écrite et réalisée par Louis Nero. Enfin, il participe à un projet français indépendant, La Folle Histoire de Max et Léon de Jonathan Barré, film mettant en scène le duo du Palmashow. S'il tient le rôle du capitaine Lassard, Lambert officie également en tant que producteur et a notamment participé à plusieurs sketchs du duo qu'il a produit.
En 2017, il tient son propre rôle dans la série française à succès Dix pour cent. Deux ans plus tard, il joue un assassin pro-nationaliste surnommé « Le Corse » dans quatre épisodes de la sixième saison de la série policière américaine à succès The Blacklist.
En janvier 2018, il est membre du jury de Franck Dubosc lors du 21e Festival international du film de comédie de l'Alpe d'Huez. La même année, il retrouve Elsa Zylberstein et donne la réplique à Julianne Moore et Ken Watanabe pour le thriller américain indépendant Bel Canto, écrit et réalisé par Paul Weitz. Enfin, il joue dans le drame historique russe Sobibor de Constantin Khabenski. Dans ce film qui relate le soulèvement des prisonniers du centre d'extermination de Sobibór, Lambert y joue le cadre SS Karl Frenzel. Le film, qui a recueilli de très bonnes critiques, est proposé pour la 91e cérémonie des Oscars dans la catégorie meilleur film international,. Enfin, il intègre la franchise Kickboxer en apparaissant dans Kickboxer : L'Héritage. Le film qui le voit dans la peau d'un mafieux local qui organise des combats, met notamment en scène Hafþór Júlíus Björnsson, Mike Tyson, ainsi qu'un autre homologue francophone ayant réussi à Hollywood durant les années 1980 et 1990, Jean-Claude Van Damme.

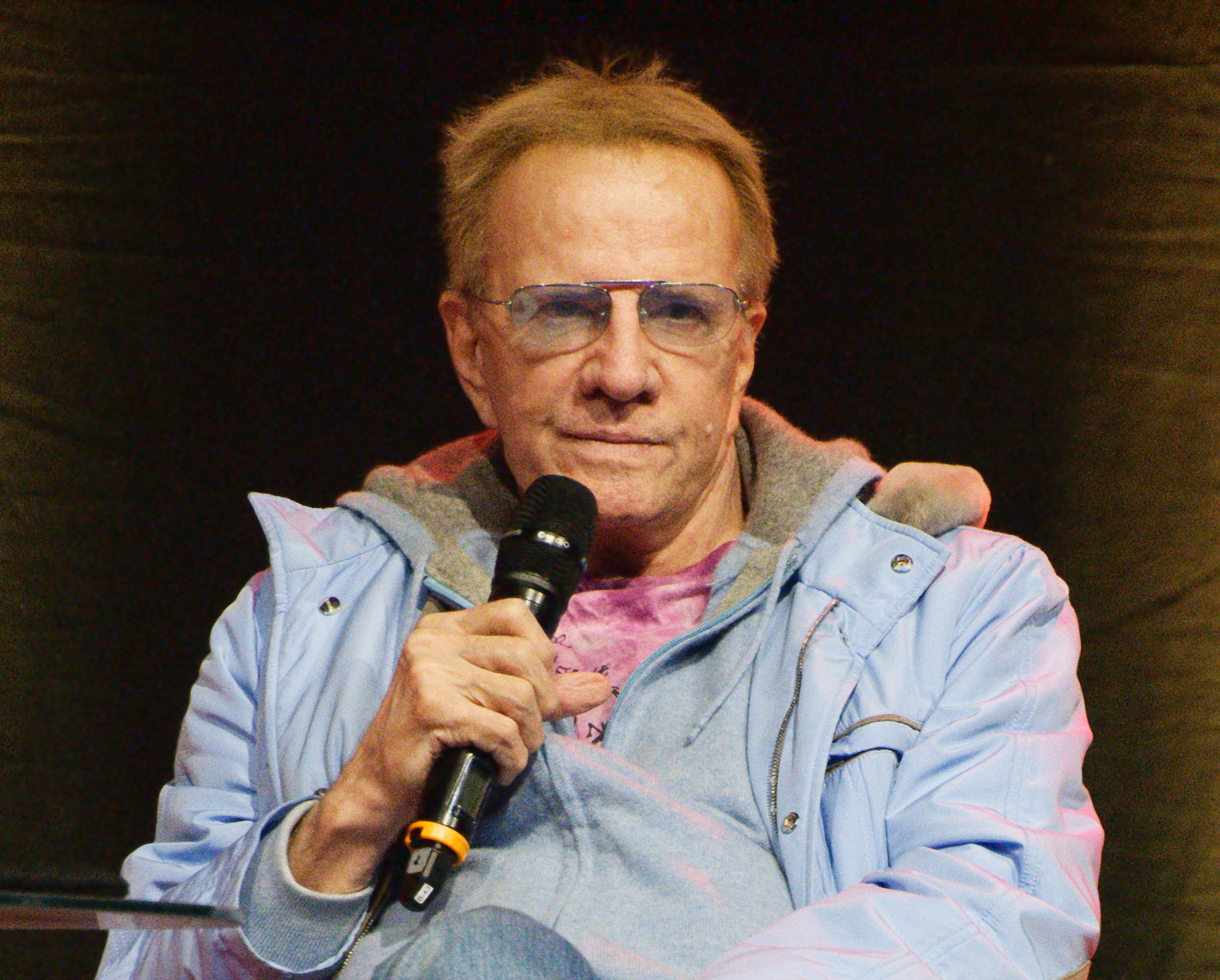
Christopher Lambert en 2023

En 2019, il s'improvise coach de natation dans le film La Source de Rodolphe Lauga. La même année, il est l'un des fondateurs du site My Mother agency qui souhaite offrir une meilleure représentation aux mannequins, acteurs et figurants,.
En 2020, il incarne le père de Vincent Lacoste dans la comédie Mes jours de gloire d'Antoine de Bary, présenté à la Mostra de Venise 2019,. Contre toute attente, il reprend le personnage de Raiden dans un contenu téléchargeable additionnel du jeu vidéo Mortal Kombat 11 (2019) sorti le 24 novembre 2020, soit vingt-cinq ans après le film Mortal Kombat de 1995. Son apparence et sa voix sont posées sur le personnage, et il en est de même pour ses anciens partenaires de jeux, Linden Ashby et Bridgette Wilson, qui reprennent Johnny Cage et Sonya Blade. Enfin, il continue son parcours à la télévision, en jouant dans un épisode de la série à succès Capitaine Marleau avec Corinne Masiero dans le rôle titre. Il coproduit également la comédie musicale pour enfants Pirates : le destin d'Evan Kingsley. Pour sa promotion, il discute avec le Le Journal du dimanche sur cette deuxième vie de producteur et d'entrepreneur qu'il occupe depuis près de trente ans : « J'ai vite compris que dans une vie d'acteur il y avait des hauts et des bas, et que si je n'avais pas envie d'enchaîner quatre ou cinq films par an j'allais rester des mois à regarder les murs. Or, moi, j'ai besoin d'être constamment actif. Alors j'ai décidé d'aller jouer sur d'autres scènes, de me trouver des amitiés différentes de celles, éphémères, qu'on se fait sur les tournages. ».
En vue du projet de la Cité des Climats et vins de Bourgogne, il a investi avec Michel Halimi dans un hôtel quatre étoiles situé à Beaune qui devrait être terminé courant 2023,.

### Vie privée
Christophe Lambert a été marié avec l'actrice Diane Lane — à qui il donne la réplique dans Love Dream et Face à face — de 1988 à 1994,. Ils ont une fille, Eleanor Jasmine Lambert, née le 5 septembre[réf. nécessaire] 1993,.
Après son divorce, Christophe Lambert a entretenu une relation avec une dénommée Sophie Desmarais (que plusieurs médias ont confondue avec l'actrice québécoise Sophie Desmarais, pourtant enfant à l'époque),.
De 2007 à 2014, il a vécu avec Sophie Marceau. Fin 2016, il officialise sa relation avec Karima Zerkani-Raynal.
En 2018, il partage la vie de l'actrice italienne Camilla Ferranti, de 22 ans sa cadette.
Dans l'émission Qui êtes-vous vraiment ? diffusée le 17 janvier 2008 sur M6, il apprend qu'il est le cousin — au 5e degré, par un ancêtre commun — de la comédienne Michèle Laroque,.
Christophe Lambert est également un acteur engagé dans la protection de la nature et des animaux. Il est un ami de l'anthropologue britannique Jane Goodall et membre de son institut[réf. nécessaire].

## Filmographie

### Acteur

#### Cinéma
- 1979 : Ciao, les mecs de Sergio Gobbi : un loubard à la soirée dansante
- 1980 : Le Bar du téléphone de Claude Barrois : Paul « Bébé » Franchi
- 1981 : Asphalte de Denis Amar : un médecin à l'hôpital
- 1981 : Une sale affaire d'Alain Bonnot : Mullard
- 1981 : Putain d'histoire d'amour de Gilles Béhat : l'inspecteur de police
- 1982 : Légitime violence de Serge Leroy : Jockey
- 1984 : Greystoke, la légende de Tarzan (Greystoke: The Legend of Tarzan, Lord of the Apes) de Hugh Hudson : John Clayton / Tarzan
- 1984 : Paroles et Musique de Élie Chouraqui : Jeremy
- 1985 : Subway de Luc Besson : Fred
- 1986 : Highlander de Russell Mulcahy : Connor MacLeod
- 1986 : I Love You de Marco Ferreri : Michel
- 1987 : Le Sicilien (The Sicilian) de Michael Cimino : Salvatore Giuliano
- 1988 : Le Complot (To Kill a Priest) de Agnieszka Holland : le père Alek
- 1989 : Love Dream de Charles Finch : Menrou
- 1990 : Why Me? Un plan d'enfer (Why Me?) de Gene Quintano : Gus Cardinale
- 1990 : Highlander, le retour (Highlander II: The Quickening) de Russell Mulcahy : Connor MacLeod
- 1992 : Face à face (Knight Moves) de Carl Schenkel : Peter Sanderson
- 1992 : Max et Jérémie de Claire Devers : Jeremie Kolachowsky
- 1992 : Fortress de Stuart Gordon : John Henry Brennick
- 1993 : Alarme fatale (Loaded Weapon 1) de Gene Quintano : l'homme avec le téléphone de voiture
- 1993 : Deux Doigts sur la gâchette (Gunmen) de Deran Sarafian : Dani Servigo
- 1994 : Highlander 3 (Highlander III: The Sorcerer) d'Andy Morahan : Connor MacLeod
- 1994 : The Road Killers de Deran Sarafian (DTV) : Jack
- 1995 : La Proie (The Hunted) de J. F. Lawton (en) : Paul Racine
- 1995 : Mortal Kombat de Paul W.S. Anderson : Raiden
- 1995 : Grand Nord de Nils Gaup : Hudson Saanteek
- 1996 : Adrénaline (Adrenalin: Fear the Rush) d'Albert Pyun (DTV) : Lemieux
- 1996 : Hercule et Sherlock de Jeannot Szwarc : Vincent
- 1997 : Nirvana de Gabriele Salvatores : Jimi Dini
- 1997 : Arlette de Claude Zidi : Frank Martin
- 1997 : Mean Guns de Albert Pyun (DTV) : Lou
- 1999 : Génial ! Mes parents s'aiment (Operation Splitsville) de Lynn Hamrick : Max
- 1999 : Beowulf de Graham Baker : Beowulf
- 1999 : Gideon de Claudia Hoover (DTV) : Gideon Oliver Dobbs
- 1999 : Fortress 2 : Réincarcération (Fortress 2) de Geoff Murphy : John Henry Brennick
- 2000 : Résurrection (Resurrection) de Russell Mulcahy : John Prudhomme (également coauteur de l'histoire)
- 2000 : Highlander: Endgame de Douglas Aarniokoski : Connor MacLeod
- 2001 : Vercingétorix : La Légende du druide roi de Jacques Dorfmann : Vercingétorix
- 2001 : The Point Men de John Glen (DTV) : Tony Eckhardt
- 2002 : The Piano Player de Jean-Pierre Roux (DTV) : Alex Laney
- 2003 : Absolon de David Barto (DTV) : Det. Norman Scot
- 2003 : Janis et John de Samuel Benchetrit : Léon
- 2004 : Jour de colère (Day of wrath) d'Adrian Rudomin (DTV) : Ruy de Mendoza
- 2004 : À ton image d'Aruna Villiers : Thomas
- 2006 : Southland Tales de Richard Kelly : Walter Mung
- 2006 : Le Lièvre de Vatanen de Marc Rivière : Tom Vatanen
- 2007 : La Disparue de Deauville de Sophie Marceau : Jacques
- 2007 : Metamorphosis de Jenö Hodi (DTV) : Constantine Thurzo
- 2009 : Limousine (Limo driver) de Jérôme Dassier (DTV) : Devereaux
- 2009 : L'Homme de chevet de Alain Monne : Léo
- 2009 : White Material de Claire Denis : André Vial
- 2009 : The Gardener of God de Liana Marabini : Gregor Mendel
- 2011 : The Foreigner de Niki Iliev : Vincent
- 2012 : Ghost Rider 2 : L'Esprit de vengeance de Mark Neveldine et Brian Taylor : Methodius
- 2012 : Blood Shot de Dietrich Johnston (DTV) : Président
- 2012 : Ma bonne étoile de Anne Fassio : Pierre Barthélémy
- 2014 : Electric Slide de Tristan Patterson : Roy Fortune
- 2015 : Shades of Truth de Liana Marabini : Cardinal Ennio Salvemini
- 2015 : 10 days in a madhouse de Timothy Hines : Dr Kent
- 2015 : Un plus une de Claude Lelouch : Samuel Hamon
- 2016 : Ave, César ! (Hail, Caesar!) de Joel et Ethan Coen : Arne Slessum
- 2016 : The Broken Key de Louis Nero : Comte Francis Rosebud
- 2016 : La Folle Histoire de Max et Léon de Jonathan Barré : le capitaine Lassard
- 2017 : Chacun sa vie de Claude Lelouch : Antoine de Vidas
- 2017 : Sobibor de Constantin Khabenski : Karl Frenzel
- 2018 : Kickboxer : L'Héritage (Kickboxer: Retaliation) de Dimitri Logothetis : Thomas Moore
- 2018 : Bel Canto de Paul Weitz : Simon Thibault
- 2019 : La Source de Rodolphe Lauga : Tony
- 2020 : Mes jours de gloire d'Antoine de Bary : Bertrand
- 2022 : It's Not Over d'Alessandro Riccardi : Frank
- 2024 : Falla girare 2 : Offline de Giampaolo Morelli : Muller
- 2024 : Alterlove de Jonathan Taieb : Le chauffeur de taxi (participation exceptionnelle)

#### Télévision

##### Téléfilms
- 1981 : Douchka de Jean-Paul Sassy
- 1982 : La Dame de cœur de Jean Sagols
- 2005 : Dalida de Joyce Buñuel : Richard Chanfray
- 2009 : Les Associés d'Alain Berliner : Philippe Kaminski
- 2010 : Le Secret des baleines (Das Geheimnis der Wale) de Philipp Kadelbach : Chris Cassell
- 2012 : L'una e l'altra de Gianfranco Albano : Giacomo
- 2024 : L'Incroyable Embouteillage 2 : Vive les mariés ! de David Charhon : André

##### Séries télévisées
- 1992 : Highlander : Connor MacLeod (saison 1, épisode 1)
- 2009 : Remakers du Palmashow : [Qui ?] (web-série, Un truc très Greystoke Anatomy)
- 2012-2013 : NCIS : Los Angeles : Marcel Janvier (saison 3, épisodes 15, 23 et 24 ; saison 4, épisodes 1 et 24 ; saison 5, épisode 1)
- 2012 : Very Bad Blagues : [Qui ?] (saison 2, épisode 74, Quand on sort une punchline)
- 2013 : La Source de Xavier Durringer : John Lacanal
- 2013 et 2014 : Palmashow : lui-même (Quand ils font le Grand Journal) et un acteur (Quand ils font tout péter)
- 2015 : Mata Hari de Dennis Berry : Kramer
- 2016 : Vintage Mecanic (émission de télévision, RMC Découverte - épisode sur la Peugeot 205 GTi)
- 2017 : Dix pour cent : lui-même (saison 2)
- 2019 : Blacklist : Bastien Moreau[79] (saison 6, épisodes 1, 2, 11 et 12)
- 2020 : Capitaine Marleau de Josée Dayan : Thierry Bégodeau (épisode La Reine des glaces)

#### Jeu vidéo
- 2019 : Mortal Kombat 11 : Raiden

#### Clip
- 1986 : Princes of the Universe de Queen

### Producteur
- 1991 : Génial, mes parents divorcent ! de Patrick Braoudé
- 1992 : Face à face (Knight Moves) de Carl Schenkel
- 1994 : Neuf Mois de Patrick Braoudé
- 1995 : N'oublie pas que tu vas mourir de Xavier Beauvois
- 1995 : Neuf Mois aussi de Chris Columbus
- 1995 : Grand Nord de Nils Gaup
- 1996 : Jimmy de Maria Giese
- 1997 : J'irai au paradis car l'enfer est ici de Xavier Durringer
- 1998 : Gideon de Claudia Hoover
- 1999 : Génial mes parents s'aiment ! (Operation Splitsville) de Lynn Hamrick
- 2000 : Résurrection (Resurrection) de Russell Mulcahy
- 2002 : The Piano Player de Jean-Pierre Roux (DTV)
- 2004 : Confession secrète de Lewin Webb
- 2005 : Jour de colère (Day of Wrath) d'Adrian Rudomin

## Publications
- La Fille porte-bonheur, Plon, 2011
- Le Juge, Plon, 2015

## Distinctions
- César 1986 : meilleur acteur pour Subway